# Timothy O'Neal
Timothy O'Neal (Savannah, Georgia, 8 maart 1973) is een golfprofessional uit de Verenigde Staten van Afrikaanse afkomst. Hij wordt T.O. genoemd.
Tim O'Neal kreeg eerst geen studiebeurs en werke na zijn eindexamen anderhalf jaar voordat hij door golfcoach Eddie Payton werd opgemerkt. Daarna studeerde van 1993-1997 aan de Jackson State University (JSU), Mississippi, en speelde college golf. JSU heeft veel zwarte studenten en daar voelde hij zich thuis. In zijn laatste jaar deed hij iets opmerkelijks waardoor hij in de pers kwam. O'Neal werd door NCAA uitgenodigd om het individueel kampioenschap te spelen, maar bedankte omdat hij liever voor zijn team speelde.

## Professional
In 1997 werd hij professional. Vanwege zijn kleur voelde hij zich jarenlang gediscrimineerd hoewel hij een tijdgenoot was van Tiger Woods, die hem wat financiële steun gaf. Eigenlijk werd verwacht dat er na Tiger wel meer zwarte spelers op de Tour zouden komen, zoals T.O. en Stephen Green, maar ze kunnen niet genoeg sponsors vinden. Een jaar spelen kost minstens $ 80.000. Na drie jaar op de Nationwide Tour gespeeld te hebben verloor hij zijn speelrecht. Hij ging eind 2000 naar de Amerikaanse Tourschool en stond met twee holes te gaan op -17. Hij wist niet dat hij nog twee slagen mocht verliezen om toch een tourkaart te krijgen. Hij maakte een bogey op hole 17 en een triple bogey op de laatste hole, waarna men hem een choker noemde. Daarna probeerde hij op de Aziatische PGA Tour te komen, maar had een slag te veel bij de kwalificatie.

Hij kon dus alleen maar lokale toernooien spelen en besloot zijn tijd te besteden aan het veranderen van zijn swing om meer consistent te worden. Eind 2004 ging hij weer naar de Tourschool. Daarna speelde hij weer op de Nationwide Tour, waar zijn beste resultaat een 24ste plaats was bij het Knoxvill Open in 2008. 
Zijn eerste professional overwinning was in 2012, toen hij het Open Palmeraie PGP in Marokko won. Tweede werd Matteo Delpodio, die drie slagen meer had. O'Neil is samen met Tommy Schaff, Jhared Hack en Chris Condello ambassadeur van Golf in Marokko. Ze spelen de toernooien van Atlas Tour in Marokko en toernooien van de Alps Tour.
Tim O'Neal is getrouwd met Melody, die met hem meegaat naar de toernooien. Zijn ouders passen dan op hun dochtertje.

## Gewonnen
Atlas Pro Tour
- 2012: Open Palmeraie PGP